# 高密度焦点式超音波治療法
高密度焦点式超音波法（こうみつどしょうてんしきちょうおんぱりょうほう、High Intensity Focused Ultrasound）とは、超音波エネルギーを用いて、組織の治療を試みるものである[1]。HIFU（ハイフ）と呼ばれる。

## 概要
HIFUは、お椀型のトランスデューから強力な超音波エネルギーを照射することで、トランスデューから一定の距離にエネルギーを収束させるものである。HIFUの生体組織に対する影響として、生体組織内における焦点領域に収束された超音波エネルギーが、熱凝固およびcavitationと呼ばれる物理的現象により、組織を破壊することが報告されている（Fry WJ, Barnard JW, Fry EJ, et al. Ultrasonic lesions in the mammalian central nervous system. Science 1955; 122: 517., Madersbacher S, Pedevilla M, Vingers L, et al. Effect of high-intensity focused ultrasound on human prostate cancer in vivo. Cancer Res 1995; 55: 3346.）。
Madersbacherらは、HIFUの焦点領域内では組織温度が70 - 100°C近くまで上昇する一方、焦点領域外では、組織温度の上昇が認められにくいこと、計画した通りの部位、形状に組織学的な壊死を生じさせることをHIFU後に摘出した前立腺の病理組織学的検討により、明らかにした（Madersbacher S, Pedevilla M, Vingers L, et al. Effect of high-intensity focused ultrasound on human prostate cancer in vivo. Cancer Res 1995; 55: 3346.）。
このように、HIFUの特徴として、治療領域を自由な形に設定できること、数ミリ単位で治療領域、非治療領域の組織変化の違いを鮮明にして治療することができること、さらには、針の穿刺操作なく治療が実施できることが挙げられ、良性疾患、悪性腫瘍、および美容形成領域など幅広く使用されている。

## 医療機器としての利用
2024年現在、日本国内で薬事承認されている適応疾患は、前立腺肥大症、パーキンソン病に対してである。
臨床研究として、前立腺がん、膵臓がん、肝臓がん、乳がん、子宮筋腫などに対する治療が行われている。
前立腺がんについては、2023年2月以降、厚生労働省から先進医療Bとして承認され、実施されている。

### 前立腺がんに対するHIFU治療
かつては、前立腺がんに対するHIFUは、前立腺全体を治療するwhole-gland therapyとして実施されていた。しかし、前立腺全体を治療することにより、尿道狭窄症などの合併症が出現しやすいことから、近年では、Focal Therapyとして使用されている。
現在、前立腺がんに対するHIFUは、予後に影響するがんを治療する一方、正常組織を可能な限り温存する“Focal Therapy”のモダリティーとして使用されている（前立腺がん診療ガイドライン, 2023年版, 日本泌尿器科学会編）。
東海大学医学部付属病院およびその関連病院が実施した多施設前向き臨床研究では、治療後の経過観察期間4-4.5年間に手術、あるいは放射線治療による前立腺全体治療を回避できた割合は、低リスク群：96.1%、中リスク群：94.4%、高リスク群：95.1%であり、選択された患者においては、低侵襲治療として有用である可能性が示唆されている（リスク群：D'Amicoリスク分類を使用。Shoji et al. 2024 Nov 23.doi: 10.1038/s41391-024-00921-0.）。
2023年2月には厚生労働省から先進医療Bとして承認され、多施設共同研究として実施されている（【東海大学】「高密度焦点式超音波療法を用いた前立腺癌標的局所療法」（先進医療B認定）に関するプレスセミナー: https://www.youtube.com/watch?v=7fASzGZWGoU）。
現在、前立腺がんに対するHIFUを用いたFocal Therapyを実施している医療機関は、東海大学医学部付属病院、済生会川口総合病院、医誠会国際総合病院である。

## 美容
顔のたるみに対し、美容目的での利用がおこなわれている。美容目的のHIFUは、熱エネルギーで皮下組織の脂肪細胞や筋膜にダメージを与えて組織の再生を促すことで、痩身や美顔等の効果を得ることを目的としている。しかし、顔面には多くの神経が存在し、HIFUの照射対象である筋膜の近くにも神経が存在するため、適切に施術されない場合、神経障害を引き起こす可能性がある。美容目的のHIFUについて、顔面のまひや視覚障害などの事故が相次いだため、2024年6月に厚生労働省は医師以外の施術は医師法（第17条）違反にあたるとする通知を出した。この通知では、「用いる機器が医療用であるか否かを問わず、HIFU施術は医師が行うのでなければ保健衛生上危害を生ずるおそれがある行為」として明示された。2024年8月には、エステ店でHIFU施術を受けた際にやけどを負った女性が、その運営会社に対して損害賠償請求を行う民事訴訟を提起した。
消費者安全調査委員会によると、解剖学的知識や機器の特性、適切な施術方法を熟知していない施術者による危険性が指摘されている。事故発生場所は、エステサロンでの被害が多いが、医療機関での事故も報告されている。

## 文献
- 小路直、内田豊昭 「高密度焦点式超音波療法（HIFU）」『放射線医科学』 医療科学社 2016年 p.173 - 175